# دریانووو

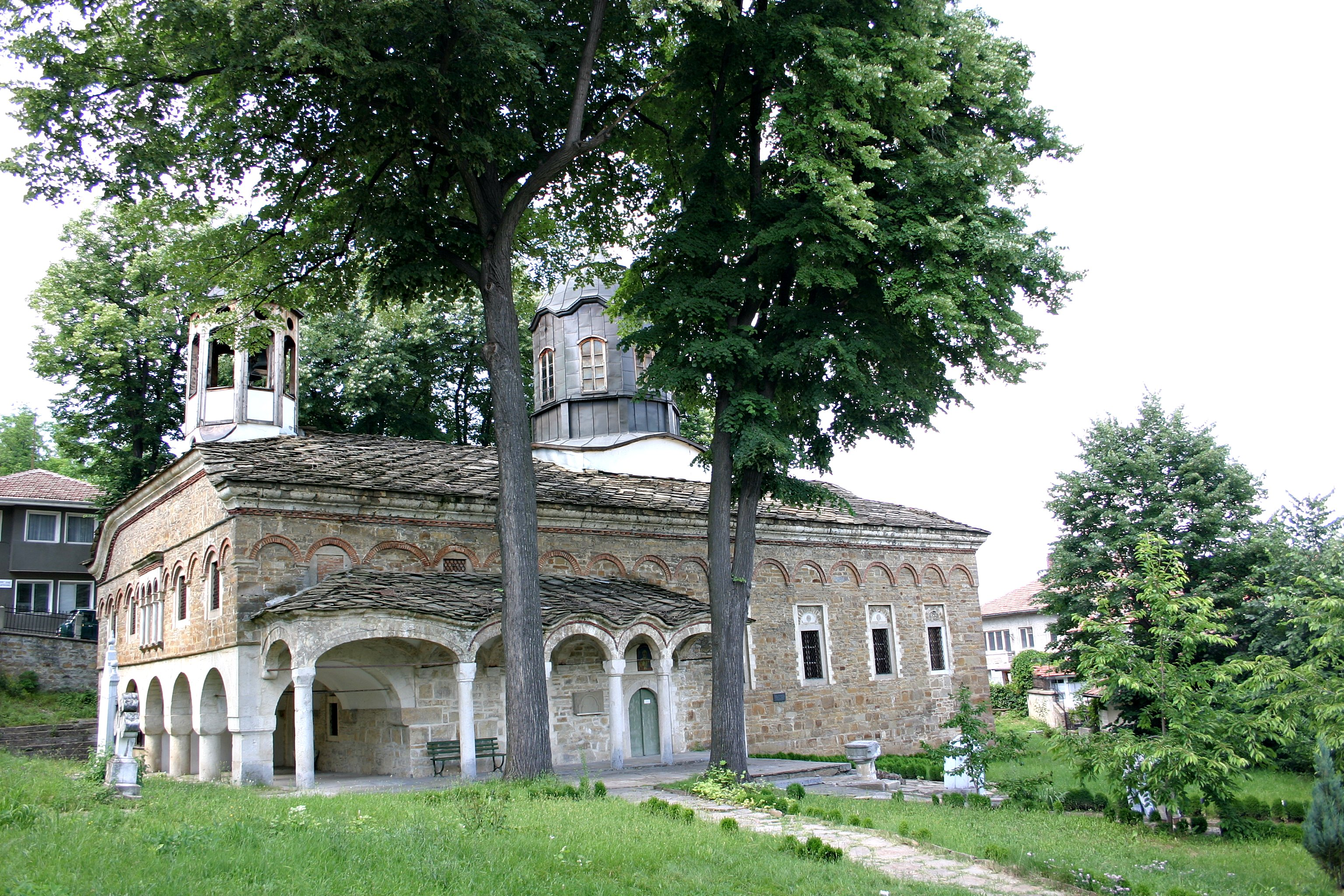
کلیسای دریانووو، ساخته‌شده در قرن نوزدهم، اثری از هنرمند شهیر بلغاری نیکولا فیچف - ۲۰۰۶

دریانووو شهری در استان گابرووو کشور بلغارستان است که جمعیت آن در سال ۲۰۰۱ میلادی ۸٬۶۵۵ نفر بوده‌است.